# Siouxsie & the Banshees

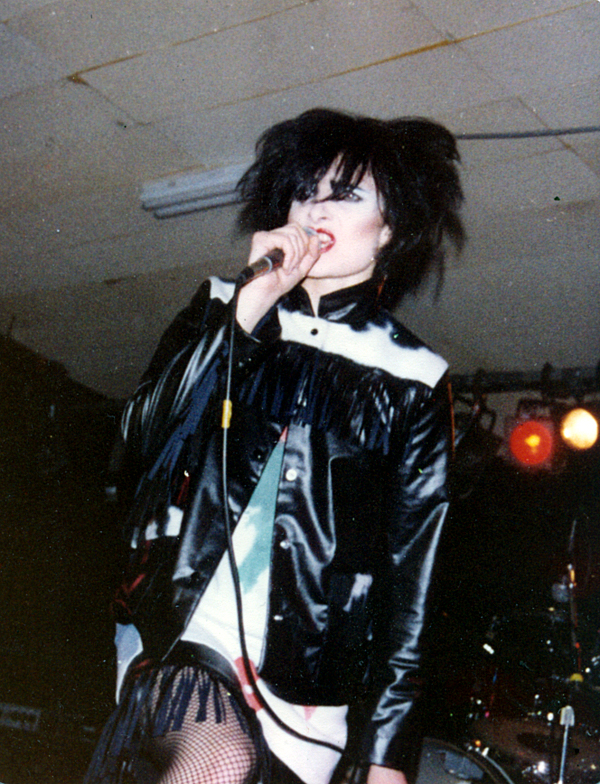
Siouxsie (1980)

Siouxsie and the Banshees a fost o trupă de rock britanic, care s-a format în 1976. Condusă de Siouxsie Sioux (solistă vocal) și Steven Severin (bas), singurii membri constanți ai trupei, the Banshees a fost creată sub influența trupei punk însă, când a început să înregistreze (1978), aceasta suna precum o trupă post-punk. După o schimbare în direcția muzicală care a dus la o redefinire a imaginii lor, împreună cu noul toboșar, Budgie, și cu o succesiune de chitariști incluzându-i pe Robert Smith (și al trupei The Cure) și pe John McGeoch, membrii the Banshees au devenit eclectici în abordarea stilurilor muzicale, paleta variând de la Pop la New Wave. Trupa a lansat o serie de albume și singleuri de succes, de-a lungul anilor '80 și '90, precum: "Cities in Dust", "Peek-a-Boo" și "Kiss Them for Me", în timp ce membrii ei s-au preocupat și de alte proiecte. The Banshees s-a destrămat în 1996, cu Sioux și Budgie continuând să înregistreze muzică sub numele de The Creatures, un proiect secundar început de cei doi încă din anii '80.

## Discografie

### Albume de studio: Siouxsie and the Banshees
- The Scream (1978)
- Join Hands (1979)
- Kaleidoscope (1980)
- Juju (1981)
- A Kiss in the Dreamhouse (1982)
- Hyæna (1984)
- Tinderbox (1986)
- Through the Looking Glass (1987)
- Peepshow (1988)
- Superstition (1991)
- The Rapture (1995)

### Albume de studio: The Creatures (Siouxsie & Budgie)
- Feast (1983)
- Boomerang (1989)
- Anima Animus (1999)
- Hái! (2003)

### Albume de studio: Siouxsie
- Mantaray (2007)

## Legături externe
- Siouxsieandthebanshees.co.uk Site oficial Arhivat în 1 decembrie 2020, la Wayback Machine.
- Siouxsie.com Site oficial Arhivat în 7 decembrie 2018, la Wayback Machine.